# Clermontia parviflora
Clermontia parviflora là loài thực vật có hoa trong họ Hoa chuông. Loài này được Gaudich. ex A.Gray mô tả khoa học đầu tiên năm 1861.